# Bègles
Bègles é uma comuna francesa na região administrativa da Nova Aquitânia, no departamento da Gironda. Estende-se por uma área de 9,96 km². Em 2010 a comuna tinha 30 014 habitantes (densidade: 3 013,5 hab./km²).269 hab/km².